# پیترو فریرو
پیترو فریرو (به ایتالیایی: Pietro Ferrero) (زاده ۲ سپتامبر ۱۸۹۸ - درگذشته ۲ مارس ۱۹۴۹) کارآفرین و بازرگان ایتالیایی بود، که در سال ۱۹۴۶ شرکت فریرو را تأسیس نمود. وی خالق برند نوتلا بود.